# Epipactis alata
Epipactis alata là một loài thực vật có hoa trong họ Lan. Loài này được Aver. & Efimov mô tả khoa học đầu tiên năm 2006.